# رولان ماكدونالد
رولان ماكدونالد هو قاضي كندي، ولد في 1 مارس 1810، وتوفي في 1881.